# Will Ferrell
Pour les articles homonymes, voir Ferrell.
John William Ferrell, dit Will Ferrell, est un acteur, humoriste, scénariste et producteur de cinéma américain, né le 16 juillet 1967 à Irvine (Californie).
Il est connu du grand public américain pour avoir participé à l'émission télévisée humoristique Saturday Night Live durant les années 1990, en devenant l'un des membres incontournables du spectacle.
Lors de la décennie suivante, il s'impose comme une valeur sûre de la comédie américaine au cinéma en jouant et parfois coécrivant et produisant Retour à la fac (2003), Présentateur vedette : La Légende de Ron Burgundy (2004) et sa suite Légendes vivantes (2013), Ricky Bobby : Roi du circuit (2006), Les Rois du patin (2007), Frangins malgré eux (2008) et Very Bad Cops (2010). Parallèlement, il impressionne dans un registre dramatique avec Melinda et Melinda (2004) et L'Incroyable Destin de Harold Crick (2007), qui lui vaut une nomination au Golden Globe 2007 du meilleur acteur.
Il reçoit une étoile sur le Hollywood Walk of Fame en mars 2015.
Cependant, dans la seconde moitié des années 2010, il joue dans des comédies moins bien reçues par la critique : En taule : Mode d'emploi (2015), Very Bad Dads (2015) et Very Bad Dads 2 (2017). Le public ne répond pas non plus présent pour deux autres films : Vegas Academy: Coup de poker pour la fac (2017) et Holmes & Watson (2018).

## Biographie
Né à Irvine, en Californie, John William Ferrell est le fils de Betty Kay (née Overman), enseignante dans la Old Mill School Elementary et de Roy Lee Ferrell, Jr (connu sous le nom de Lee Ferrell), musicien du groupe Righteous Brothers et est d'ascendance irlandaise. Ses parents étaient tous deux natifs de Roanoke Rapids, en Caroline du Nord et ont déménagé en Californie en 1964,.
Will a d'abord fréquenté l'école primaire de Culverdale, et a ensuite étudié au Rancho San Joaquín Middle School à Irvine. Il a fréquenté l'Université High School de la même ville et a été kicker de son équipe de football américain. Il a dit à l'Orange County Register que la grisaille d'Irvine a contribué à la croissance de son humour.
Il s'inscrit à l'University of Southern California, où il étudie la radiodiffusion et les sports. Il a obtenu un diplôme en information sportive. Il est également membre de la fraternité Delta Tau Delta. Après avoir obtenu son diplôme en 1990, il a développé ses capacités d'improvisation en tant que membre du groupe comique The Groundlings.

### Saturday Night Live

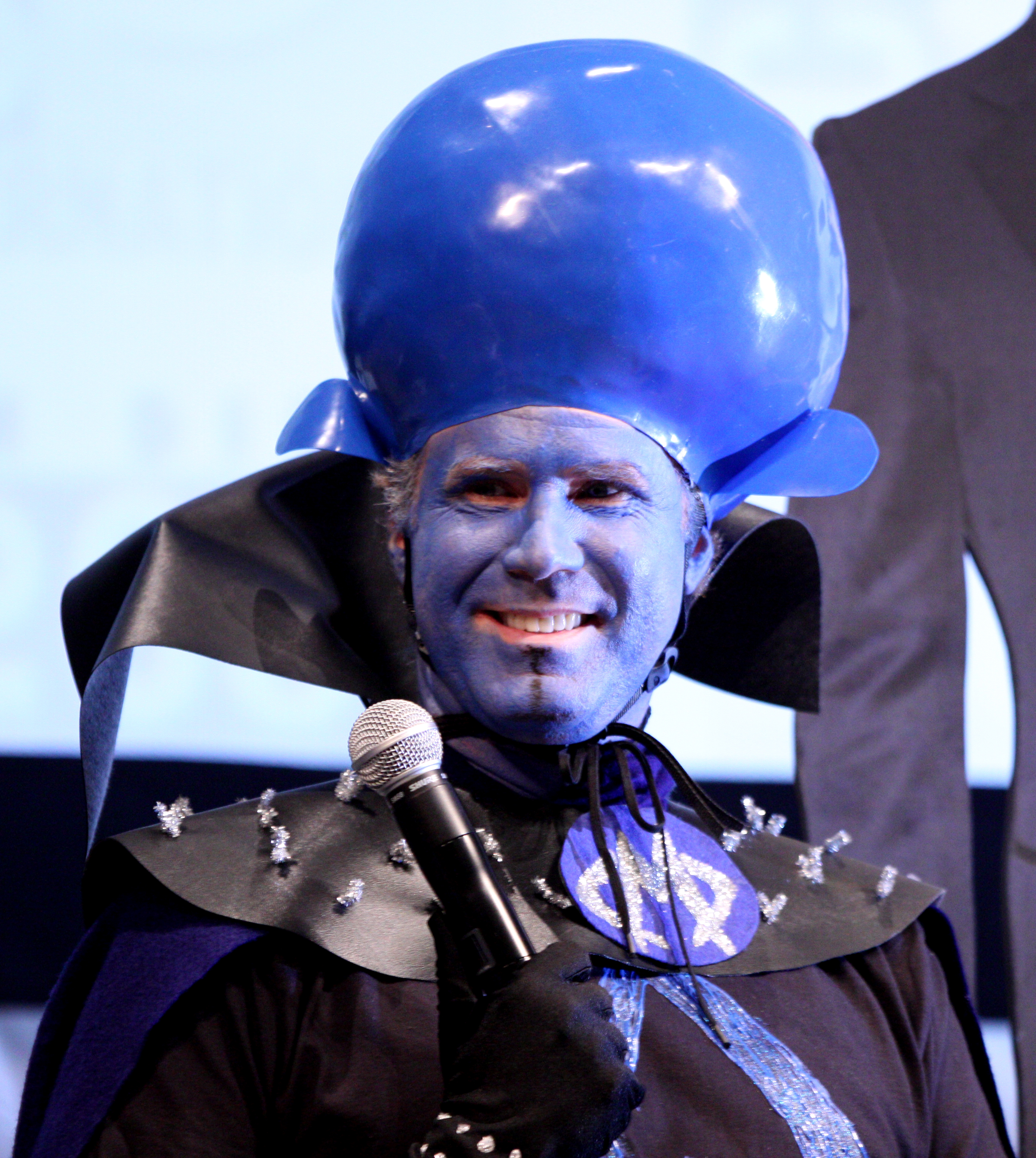
Will Ferrell au Comic-Con de San Diego pour Megamind (22 juillet 2010).

C'est en 1995 que Ferrell devient célèbre en devenant membre de la distribution de l'émission comique Saturday Night Live, diffusée sur NBC. Il devient l'un des piliers du spectacle, grâce à ses improvisations et à ses imitations de personnalités, parmi lesquelles : 
- le président américain George W. Bush ;
- Henry Caray, l'annonceur des Chicago Cubs ;
- le chanteur Robert Goulet ;
- le chanteur Neil Diamond ;
- James Lipton, animateur de la causerie Actors Studio ;
- le sénateur du Massachusetts Ted Kennedy ;
- le procureur général des États-Unis Janet Reno ;
- le terroriste Ted Kaczynski ;
- l'animateur de jeu télévisé Alex Trebek ;
- le détective privé fictif John Shaft ;
- le lutteur professionnel devenu gouverneur du Minnesota Jesse Ventura ;
- le vice-président américain Al Gore (Darrell Hammond a repris ce rôle une fois que Ferrell a commencé à jouer Bush) ;
- le président irakien Saddam Hussein ;
- le président cubain Fidel Castro.

Figurent parmi ses personnages originaux le coanimateur du Morning Latte Tom Wilkins, Ned, le frère jumeau d'Ed the Horse, Gene Frenkle, membre fictif de Blue Öyster Cult, le professeur de musique Marty Culp, le cheerleader des Spartan Craig Buchanan, Dale Sturtevant de Dissing Your Dog, Hank du Bill Brasky Buddies, David Leary de Dog Show, mais aussi l'un des plus connus, Steve Butabi, ringard à la recherche de conquêtes en soirées avec son frère et ses amis. Ce personnage, qui a fait l'objet de nombreux sketches en covedette avec Chris Kattan (dont un qu'ils ont interprété avec Jim Carrey en invité) a fait l'objet d'une adaptation cinématographique en 1998, qui deviendra le film Une nuit au Roxbury.
Un an avant son départ, son salaire fut le plus élevé du spectacle (350 000 dollars par saison).
Il apparaîtra au Saturday Night Live comme invité le 14 mai 2005 et le 16 mai 2009. Pour ses deux passages, il reprend son rôle d'Alex Trebek dans la parodie de Celebrity Jeopardy. Dans l'épisode de 2005, Ferrell a repris son rôle de Robert Goulet dans une parodie de publicité commerciale.

### Carrière au cinéma

#### Débuts et seconds rôles comiques (années 1990)

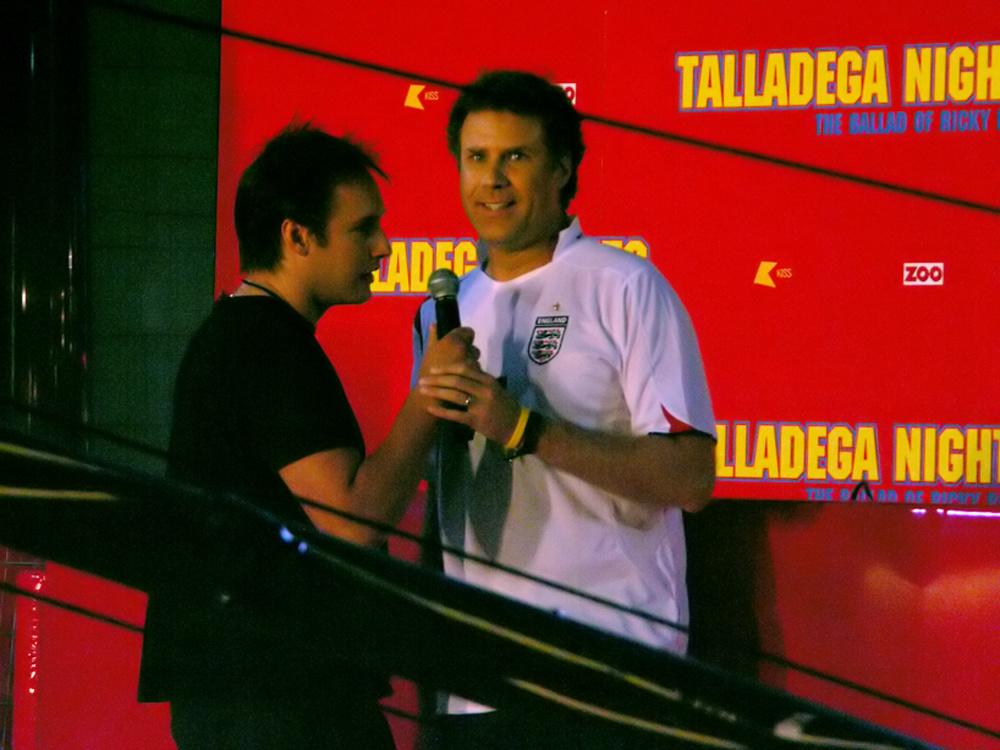
Lors de la première du film Ricky Bobby : Roi du circuit au Royaume-Uni (septembre 2006).

Bien que ses débuts au cinéma se soient faits en 1995 avec le thriller Criminal Hearts, c'est durant sa période au Saturday Night Live, toujours dans le registre de comédie qu'il va percer en donnant la réplique à Mike Myers dans Austin Powers (1997) et sa suite (1999) en incarnant Mustafa, l'homme de main du docteur Denfer.
Toujours durant sa période au SNL, il tourne plusieurs films dont deux inspirés de l'émission: Une nuit au Roxbury, adaptation des sketches des frères Butabi au cinéma, pour lequel il tient pour la première fois un premier rôle et écrit le scénario. Le film obtient un succès commercial et acquiert le statut de film culte par la suite, Superstar, d'après des personnages créés dans l'émission par Molly Shannon, qui est l'actrice principale du film, pour lequel il incarne un double rôle, celui de Sky Corrigan et de Jésus, qui obtient un succès commercial comparable à Une nuit au Roxbury.
Mis à part Une nuit au Roxbury et Superstar, il tourne Un homme à femmes (The Ladies Man) de Reginald Hudlin, Dick, les coulisses de la présidence, incarnant le journaliste Bob Woodward, Qui a tué Mona ?, où il devient le directeur des pompes funèbres et Jay et Bob contre-attaquent, de Kevin Smith, campant un marshal des eaux et forêts un peu benêt. Les succès, que ce soit public ou critique, sont assez diverses.
En 2001, après être apparu dans un épisode des Années campus, produit par Judd Apatow, avec qui il va travailler, il incarne Jacobim Mugatu, styliste de mode excentrique et mégalomane dans la comédie déjantée Zoolander, réalisé par Ben Stiller. C'est d'ailleurs grâce au duo formé par Stiller et Owen Wilson que son humour fait mouche. Bien que le film n'ait pas obtenu le succès escompté en salles, Zoolander, qui obtient de bonnes ventes sur le marché DVD acquiert le statut de film culte. Il retrouvera Stiller et Wilson pour Starsky et Hutch, sorti en 2004 en incarnant Big Earl, détenu de la prison de Bay City, lors d'une séance de parloir burlesque. La participation de Ferrell n'est pas créditée au générique.

#### Tête d'affiche comique (années 2000)

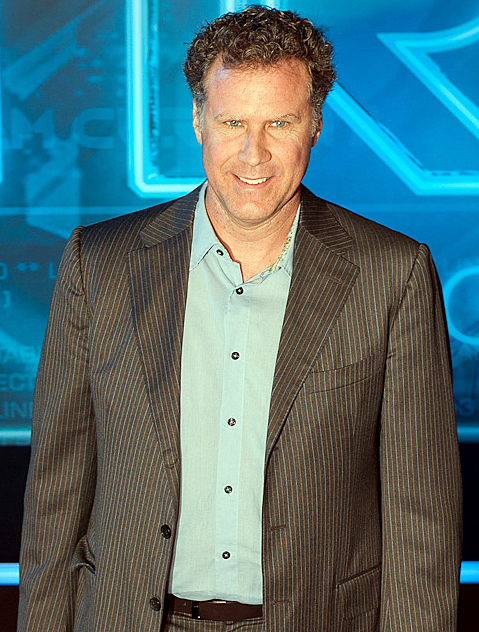
L'acteur en décembre 2010, l'année de sortie de Very Bad Cops, Everything Must Go et Megamind.

Au début des années 2000, après son départ de Saturday Night Live, l'acteur s'impose comme une tête d'affiche de la comédie américaine populaire en menant le régressif Retour à la fac, avec Luke Wilson, puis surtout en tenant le rôle-titre de la comédie de fin d'année Elfe, son premier grand succès commercial. Avec ces deux longs-métrages, il parvient à se démarquer de son image d'acteur de télévision.
Avec Adam McKay, complice du Saturday Night, il enchaîne deux projets, qui le consacrent vedette de la comédie : la satire des médias Présentateur vedette : La Légende de Ron Burgundy (2004), où il interprète le personnage principal auprès de son équipe (Paul Rudd, Steve Carell et David Koechner), il retrouve également Owen Wilson dans la comédie déjantée Serial noceurs suivi d'une parodie du monde de la course automobile, Ricky Bobby : Roi du circuit (2006), incarnant un champion de NASCAR, qu'il coécrit et produit également. Sans McKay, il partage ensuite l'affiche de la comédie parodiant le patinage artistique Les Rois du patin (2007) avec Jon Heder.
Devenu un acteur convoité, l'acteur accepte parallèlement de tourner dans des comédies dramatiques indépendantes (Melinda et Melinda (2004) de Woody Allen, et 'Winter Passing (2005) d'Adam Rapp), mais aussi de tenir les rôles principaux de productions plus grand public : l'adaptation Ma sorcière bien-aimée (2005), de Nora Ephron, avec Nicole Kidman, lui vaut cependant une nomination au Razzie Award du pire acteur. Deux ans plus tard, lorsqu'il tient le rôle titre du drame fantastique L'Incroyable Destin de Harold Crick, de Marc Forster, il décroche cette fois une nomination au Golden Globe 2007 du meilleur acteur.
Il retourne à ses pitreries pour conclure cette décennie : en 2008, il partage l'affiche de la comédie Semi-Pro avec Woody Harrelson, se moquant cette fois du monde du basket ; puis surtout retrouve Adam McKay pour la comédie Frangins malgré eux, qui l'oppose une nouvelle fois à John C. Reilly. Le trio coécrit cette comédie sur les relations familiales, produite par Judd Apatow. Le film est acclamé par la critique. Cependant, l'année suivante, il essuie un four avec une production ouvertement commerciale, celui de la comédie d'aventures Le Monde (presque) perdu, réalisée par Brad Silberling. Cette adaptation cinématographique de la série Land of the Lost, créée Sid et Marty Krofft, est un échec public et critique aux États-Unis, qui pour un budget de 100 millions de dollars, en a rapporté uniquement 49.
En 2009, le magazine américain Forbes l'a désigné comme l'acteur le plus surpayé (donc le moins rentable) : pour chaque dollar de salaire, il ne rapporte en moyenne que 3,29 $. En 2010, il reste pourtant l'acteur le moins rentable selon Forbes, les films de Ferrell n'ont rapporté que 3,35 US$ pour chaque dollar qui lui est versé.
Après l'échec du Monde (presque) perdu, l'acteur fait une apparition non créditée au cinéma dans The Goods: Live Hard, Sell Hard et est un invité-vedette durant deux épisodes de la série 30 Rock avec son ancienne collègue du Saturday Night Live, Tina Fey. Il est également apparu dans plusieurs séries télévisées comme Funny or Die Presents… et Kenny Powers.
L'année 2010 est marquée par la sortie de trois projets remarqués : tout d'abord, il retrouve Adam McKay pour Very Bad Cops, comédie policière où il partage la vedette avec Mark Wahlberg. Sorti le 6 août 2010, le film se classe premier du box-office américain avec plus de 35 millions de dollars dès sa première semaine d'exploitation aux États-Unis (160 millions de dollars de recettes mondiales, dont 118 millions de dollars de recettes actuellement) et obtient des critiques positives, lui permettant de renouer avec le succès.
Au cinéma, trois ans après Harold Crick, il tente de nouveau un contre-emploi en interprétant le rôle d'un alcoolique dans la comédie dramatique indépendante Everything Must Go, de Dan Rush. Les critiques sont positives. Pour finir, il double personnage principal du film d'animation Megamind, de Tom McGrath.
Il peine par la suite à regagner les faveurs de la critique.

#### Décennie 2010

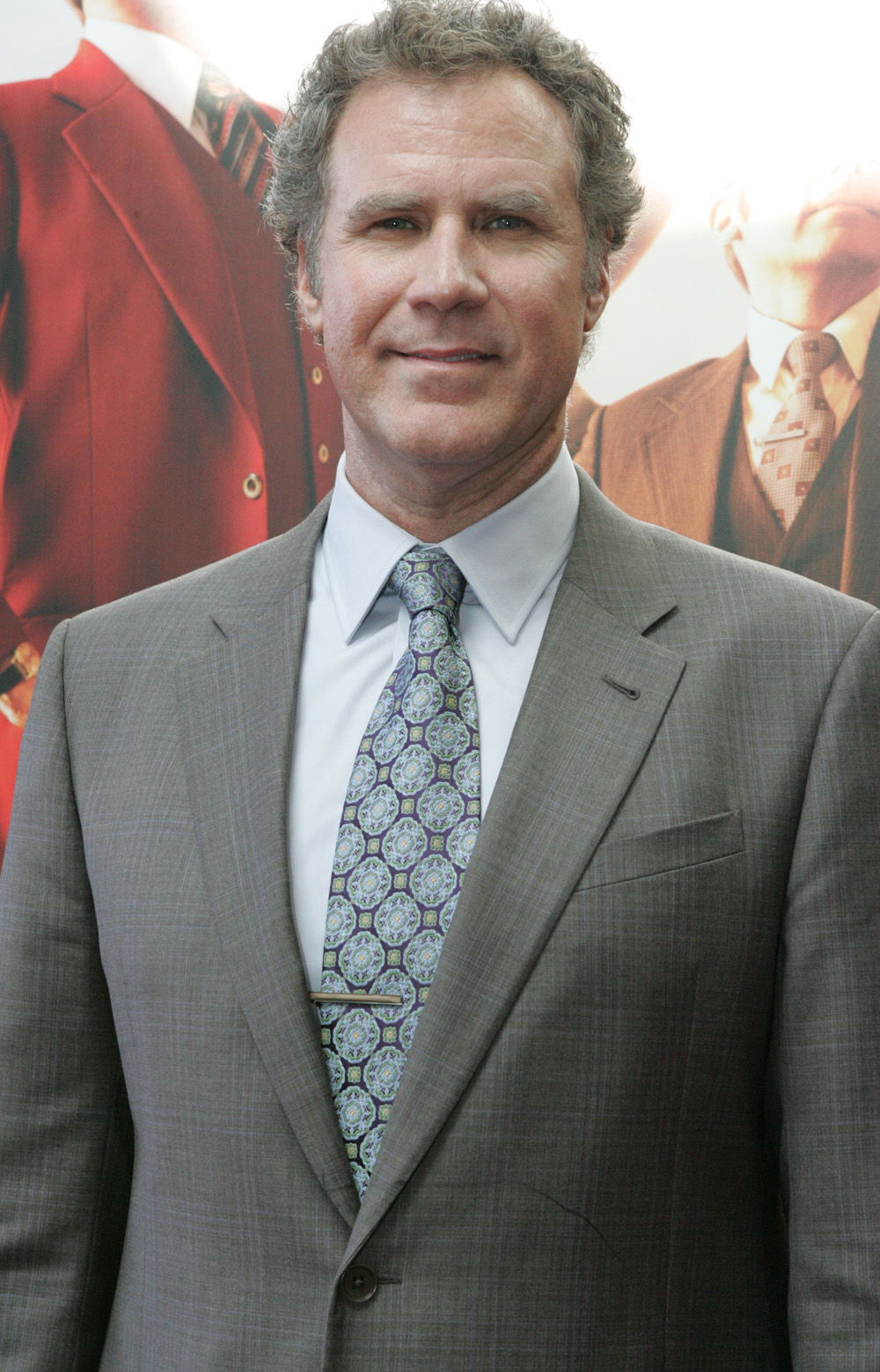
L'acteur/producteur à la première australienne Légendes vivantes, en novembre 2013.

Début 2011, il participe comme invité-vedette à quatre épisodes de la septième saison de la série comique The Office,,, où il retrouve Steve Carell après Présentateur vedette : la légende de Ron Burgundy, Ma sorcière bien-aimée et Melinda et Melinda.
L'année 2012 le voit jouer et produire trois comédies : pour Casa de mi padre, il s'entoure d'une distribution latino-américaine pour parodier les telenovelas ; avec Moi, député, de Jay Roach, il s'allie à Zach Galifianakis pour se moquer de la politique américaine ; enfin, il se contente d'un second rôle dans Tim and Eric's Billion Dollar Movie, avec d'autres vedettes de la comédie américaine.
En 2013, pour la première fois de sa carrière, il dévoile une suite, Légendes vivantes, qui marque aussi sa dernière collaboration avec le réalisateur Adam McKay. Le tandem convoque la distribution d'Anchorman, complétée de multiples invités-vedettes prestigieux. Le film est son dernier grand succès critique. Par la suite, l'acteur continue à produire et jouer dans des comédies, s'alliant à différentes figures déjà établies à Hollywood.
Il reçoit alors une étoile sur le Hollywood Walk of Fame.
Il est par la suite dirigé par le scénariste Etan Cohen pour la comédie En taule : Mode d'emploi (2015), qui l'oppose à l'acteur comique afro-américain Kevin Hart, puis Holmes & Watson (2018), qui lui permet de retrouver son partenaire de jeu John C. Reilly. Puis il reforme un tandem comique avec Mark Wahlberg pour deux productions potaches : Very Bad Dads (2015) et sa suite Very Bad Dads 2 (2017). Il retrouve aussi Ben Stiller pour la suite Zoolander 2 (2016) où il redevient l'antagoniste Jacobim Mugatu. Il partage enfin l'affiche de la comédie Vegas Academy: Coup de poker pour la fac (2017), avec Amy Poehler. Cependant, tous ces longs-métrages ont pour point commun de recevoir des critiques majoritairement négatives.
Le 19 juillet 2023, il est à l’affiche du film Barbie ayant pour vedettes Margot Robbie, Ryan Gosling, America Ferrera et Helen Mirren. Le film réalise le meilleur démarrage de 2023 aux États-Unis, et le meilleur démarrage de tous les temps pour un film réalisé par une femme, obtenant 155 millions de dollars sur le territoire américain pour son premier week-end de diffusion au cinéma,,. Il atteint la quatorzième place de la liste des plus grands succès du box-office mondial, avec plus d'1,4 milliard de dollars de recettes.

### Divers
Il fait partie du Frat Pack, regroupant les acteurs comiques hollywoodiens du moment, comme Ben Stiller, Vince Vaughn, Jack Black, Steve Carell et les frères Owen et Luke Wilson.
Il a également participé à l'émission Man vs Wild, rejoignant le présentateur Bear Grylls dans une aventure au nord de la Suède, épisode spécial diffusé le 2 juin 2009.
Will Ferrell fait partie des actionnaires du Los Angeles FC (nouvelle franchise du championnat nord-américain de football (MLS)).

### Vie privée

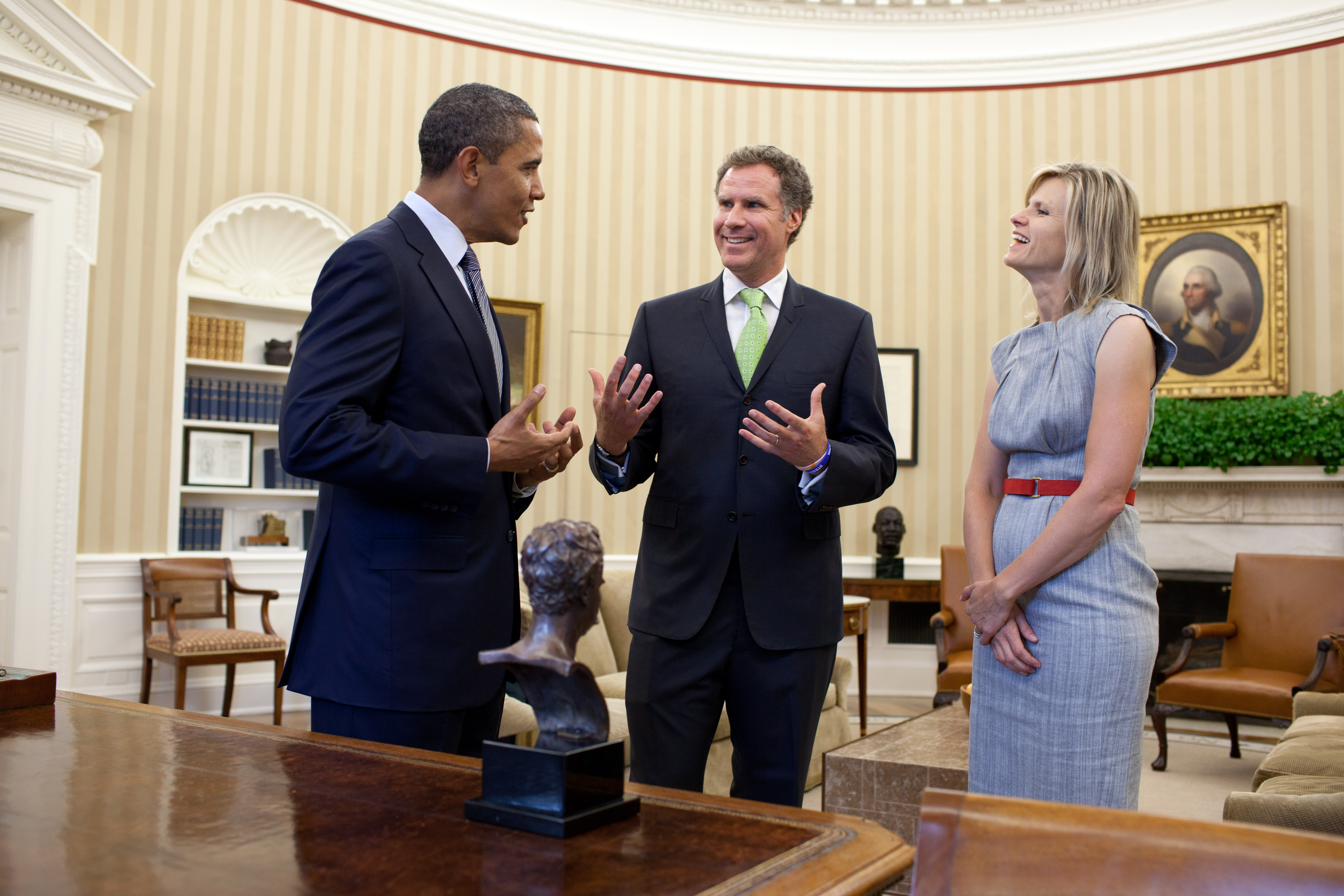
L'acteur avec son épouse Viveca Paulin et le président des États-Unis Barack Obama à la Maison Blanche, en octobre 2011.

Depuis 2000, Will Ferrell est marié à Viveca Paulin, actrice suédoise qu'il a rencontrée en 1995. Avec elle, il est le père de trois enfants (Magnus né en 2004, Mattias né en 2008 et Axel né en 2010). Il est également un supporter du club britannique de football Chelsea, le représentant même en tant que capitaine honoraire par tirage au sort avant le match du club contre l'Inter Milan au Rose Bowl, en Californie, le 21 juillet 2009.

## Engagement
Will Ferrell soutient Bernie Sanders lors des primaires démocrates pour l'élection présidentielle américaine de 2020.

## Filmographie
Sauf indication contraire, les informations mentionnées dans cette section peuvent être confirmées par la base de données cinématographiques IMDb,  présente dans la section « Liens externes ».

### Comme acteur

#### Cinéma

##### Longs métrages
- 1995 : Criminal Hearts de Dave Payne : le présentateur du journal télévisé (non crédité)
- 1997 : Man Seeking Woman de Jim Milio : Al
- 1997 : Austin Powers (Austin Powers: International Man of Mystery) de Jay Roach : Mustafa
- 1998 : The Thin Pink Line de Joe Dietl et Michael Irpino : Darren Clark
- 1998 : Une nuit au Roxbury (A Night at the Roxbury) de John Fortenberry : Steve Butabi
- 1999 : The Suburbans de Donal Lardner Ward : Gil
- 1999 : Austin Powers 2 : L'Espion qui m'a tirée (Austin Powers: The Spy Who Shagged Me) de Jay Roach : Mustafa
- 1999 : Dick : Les Coulisses de la présidence (Dick) d'Andrew Fleming : Bob Woodward
- 1999 : Superstar de Bruce McCulloch : Sky Corrigan / Jesus
- 2000 : Mais qui a tué Mona ? (Drowning Mona) de Nick Gomez : Cubby, le directeur des pompes funèbres
- 2000 : Un homme à femmes (The Ladies Man) de Reginald Hudlin : Lance DeLune
- 2001 : Jay et Bob contre-attaquent (Jay and Silent Bob Strike Back) de Kevin Smith : Federal Wildlife Marshal Willenholly
- 2001 : Zoolander de Ben Stiller : Jacobim Mugatu
- 2002 : Boat Trip de Mort Nathan : Michael, le petit ami de Brian (non crédité)
- 2003 : Retour à la fac (Old School) de Todd Phillips : Frank Ricard
- 2003 : Elfe (Elf) de Jon Favreau : Buddy
- 2004 : Starsky et Hutch (Starsky and Hutch) de Todd Phillips : Big Earl (non crédité)
- 2004 : Présentateur vedette : La Légende de Ron Burgundy (Anchorman: The Legend of Ron Burgundy) d'Adam McKay : Ron Burgundy
- 2004 : Melinda et Melinda (Melinda and Melinda) de Woody Allen : Howie
- 2004 : Wake Up, Ron Burgundy: The Lost Movie d'Adam McKay : Ron Burgundy (vidéo)
- 2005 : The Wendell Baker Story d'Andrew et Luke Wilson : Dave
- 2005 : Match en famille (Kicking and Screaming) de Jesse Dylan : Phil Weston
- 2005 : Ma sorcière bien-aimée (Bewitched) de Nora Ephron : Jack Wyatt / Jean-Pierre Stevens
- 2005 : Serial noceurs (Wedding Crashers) de David Dobkin : Chazz Reinhold (non crédité)
- 2005 : Winter Passing d'Adam Rapp : Corbit
- 2005 : Les Producteurs (The Producers), de Susan Stroman : Franz Liebkind
- 2006 : Ricky Bobby : Roi du circuit (Talladega Nights: The Ballad of Ricky Bobby) d'Adam McKay : Ricky Bobby
- 2006 : L'Incroyable Destin de Harold Crick (Stranger Than Fiction) de Marc Forster : Harold Crick
- 2007 : Les Rois du patin (Blades of Glory) de Josh Gordon et Will Speck : Chazz Michael Michaels
- 2008 : Semi-pro de Kent Alterman : Jackie Moon
- 2008 : Frangins malgré eux (Step Brothers) d'Adam McKay : Brennan Huff
- 2009 : Le Monde (presque) perdu (Land of the Lost) de Brad Silberling : Dr Rick Marshall
- 2009 : The Goods: Live Hard, Sell Hard de Neal Brennan : McDermott (non crédité)
- 2010 : Very Bad Cops (The Other Guys) d'Adam McKay : Détective Allen Gamble
- 2010 : Everything Must Go de Dan Rush : Nick Halsey
- 2012 : Casa de mi padre de Matt Piedmont : Armando Alvarez
- 2012 : Moi, député de Jay Roach : Camden « Cam » Brady
- 2013 : Les Stagiaires de Shawn Levy : Kevin (non crédité)
- 2013 : Légendes vivantes (Anchorman 2: The Legend Continues) d'Adam McKay : Ron Burgundy
- 2014 : La Grande Aventure Lego de Phil Lord et Chris Miller : le père (également doublage)
- 2015 : En taule : Mode d'emploi (Get Hard) d'Etan Cohen : James King
- 2015 : Very Bad Dads (Daddy's Home) de Sean Anders : Brad Whitaker
- 2016 : Zoolander 2 de Ben Stiller : Jacobim Mugatu
- 2017 : Vegas Academy : Coup de poker pour la fac (The House) d'Andrew Jay Cohen : Scott Johansen
- 2017 : Very Bad Dads 2 (Daddy's Home 2) de Sean Anders : Brad Whitaker
- 2018 : Zeroville de James Franco : Rondell
- 2018 : Holmes et Watson de Etan Cohen : Holmes
- 2020 : Downhill de Nat Faxon et Jim Rash : Pete Stanton
- 2020 : Eurovision Song Contest: The Story of Fire Saga de David Dobkin : Lars Eriksong
- 2022 : Spirited : L'Esprit de Noël (Spirited) de Sean Anders : le fantôme du Noël présent
- 2023 : Barbie de Greta Gerwig : CEO de Mattel
- 2025 : Vous êtes cordialement invités (You're Cordially Invited) de Nicholas Stoller : Jim

##### Courts métrages
- 2007 : The Procedure d'Adam McKay : Bob
- 2007 : Good Cop, Baby Cop d'Adam McKay : Angel
- 2007 : The Landlord d'Adam McKay : Renter (non crédité)
- 2008 : Green Team (vidéo) d'Adam McKay : Green Team Member
- 2008 : High-Five Hollywood! de Jake Szymanski (vidéo)
- 2009 : Protect Insurance Companies PSA de Drew Antzis (vidéo)
- 2010 : Presidential Reunion de Ron Howard et Jake Szymanski : George W. Bush (vidéo)
- 2010 : The Other Guys NYPD Recruitment Video d'Eric Appel : inspecteur Allen Gamble (vidéo)
- 2011 : Fight For Your Right Revisited d'Adam Yauch : Ad-Rock (B-Boys 2)

##### Doublage
- 2004 : Les Indestructibles (The Incredibles) de Brad Bird : Garde présidentiel (voix originale)
- 2006 : Georges le petit curieux (Curious George) de Matthew O'Callaghan : Ted (voix originale)
- 2010 : Megamind de Tom McGrath : Megamind (voix originale)
- 2014 : La Grande Aventure Lego de Phil Lord et Chris Miller : Lord Business (voix originale)
- 2024 : Moi, moche et méchant 4 de Chris Renaud et Patrick Delage : Maxime Le Mal (voix originale)

#### Télévision

##### Téléfilms
- 1995 : A Bucket of Blood de Michael McDonald : le jeune homme
- 2009 : Will Ferrell: You're Welcome America - A Final Night with George W Bush de Marty Callner : George W. Bush (également scénariste et producteur)
- 2003 : MTV: Reloaded (TV), de Joel Gallen : l'architecte
- 2015 : Grossesse sous surveillance (A Deadly Adoption) de Rachel Goldenberg : Robert

##### Séries télévisées
- 1995 : Seuls au monde (On Our Own) : un ouvrier du bâtiment (Épisode 18, saison 1)
- 1995 : Une maman formidable (Grace Under Fire) : l'homme à la réunion (non crédité) (Épisode 24, saison 2)
- 1995 : Living Single : Roommate from Hell #1 (Épisode 26, saison 2)
- 1995-2002 : Saturday Night Live : lui-même / personnages variés (139 épisodes)
- 1997 : Cléo et Chico (Cow and Chicken) : fermier / astronaute #2 (voix) (1 épisode)
- 1997 : Les Castors allumés (The Angry Beavers) : videur (voix) (non crédité) (Épisode 12, saison 1)
- 1999 : Les Rois du Texas (King of the Hill) : l'entraîneur Lucas (voix) (Épisode 12, saison 3)
- 1999 : Happily Ever After: Fairy Tales for Every Child (voix) (Épisode 2, saison 6)
- 2000 : Les Griffin (Family Guy) : le gros Grec / Miles 'Chatterbox' Musket (voix) (Épisode 12, saison 2)
- 2000 : Strangers with Candy : Bob Whitely (Épisode 3, saison 3)
- 2001 : Les Oblong (The Oblongs) : Bob Oblong (voix) (8 épisodes)
- 2001 : Les Années campus (Undeclared) : Dave (Épisode 3, saison 1)
- 2003 : Le Protecteur (The Guardian) : l'avocat Larry Flood (Épisode 23, saison 2) (crédité Phil Reston)
- 2003-2009 : Saturday Night Live : lui-même (5 épisodes)
- 2006 : Seul face à la nature (Man VS Wild) : lui-même (1 épisode)
- 2007 : The Naked Trucker and T-Bones Show : Chuck Billson (Épisode 1, saison 1)
- 2008 : Bob l'éponge (SpongeBob SquarePants) : lui-même (Épisode 16, saison 7)
- 2008 : Saturday Night Live: Weekend Update Thursday : George W. Bush (Épisode 3, saison 1)
- 2009 : Late Night with Conan O'Brien : George W. Bush (Épisode 30, saison 17)
- 2009 : Kenny Powers (Eastbound and Down) : Ashley Schaeffer (Épisodes 2 et 5, saison 1 - épisodes 2, 7 et 8, saison 3)
- 2010 : Carpet Bros : Grant Measum (Épisode 1, saison 2)
- 2010 : Drunk History : Abraham Lincoln (Épisode 1, saison 2)
- 2010 : Tim and Eric Awesome Show, Great Job! : Donald Mahanahan (Épisode 7, saison 5)
- 2010 : Funny or Die Presents… (Épisodes 1 et 9, saison 1)
- 2010 : 30 Rock : Shane Hunter (Épisodes 17 et 20, saison 4)
- 2011 : The Office : Deangelo Vickers[31] (Épisodes 19 à 23, saison 7)
- 2014 : The Spoils of Babylon : Eric Jonrosh / Le Chah d'Iran (6 épisodes)
- 2015 : The Spoils Before Dying : Eric Jonrosh
- 2016 : The Last Man on Earth : Gordon Vanderkruik (épisode 2, saison 2)
- 2021 : The Shrink Next Door : Marty Markowitz (mini-série)
- 2024 : The Boys : lui-même

### Comme scénariste
- 1998 : Une nuit au Roxbury
- 2004 : Présentateur vedette : La Légende de Ron Burgundy
- 2004 : Saturday Night Live: The Best of Cheri Oteri (TV) (non crédité)
- 2004 : Wake Up, Ron Burgundy: The Lost Movie (vidéo)
- 2006 : Ricky Bobby : Roi du circuit
- 2007 : Good Cop, Baby Cop (vidéo) (court-métrage)
- 2007 : The Landlord (court-métrage)
- 2008 : It's the Ass 'n Balls Show! (vidéo) (court-métrage)
- 2008 : Frangins malgré eux
- 2008 : Green Team (vidéo) (court-métrage)
- 2009 : Bat Fight with Will Ferrell (vidéo) (court-métrage)
- 2009 : Will Ferrell: You're Welcome America - A Final Night with George W Bush (TV)
- 2010 : Funny or Die Presents… (série télévisée) - créateur (scénariste non crédité - épisode 1, saison 1)

### Comme producteur

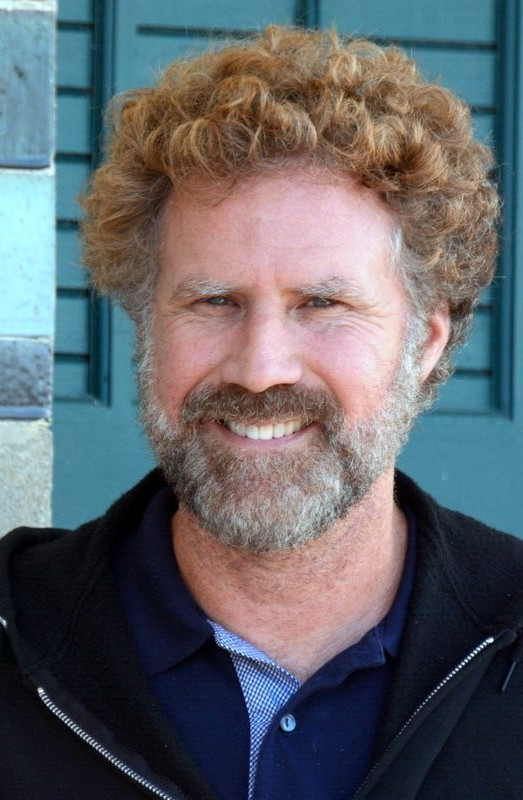
L'acteur/producteur au festival du cinéma américain de Deauville 2014, où il est récompensé pour sa carrière.

Note : La liste indique uniquement les longs-métrages, téléfilms et séries télévisées.
- 2003 : Magnet
- 2006 : Ricky Bobby : Roi du circuit
- 2007 : Hot Rod
- 2008 : Frangins malgré eux
- 2009 : Will Ferrell: You're Welcome America - A Final Night with George W Bush (TV)
- 2009-2013 : Kenny Powers (série télévisée)
- 2010 : Carpet Bros (série télévisée) (1 épisode)
- 2010 : Funny or Die Presents… (série télévisée)
- 2010 : Drunk History (série télévisée) (2 épisodes)
- 2010 : The Virginity Hit
- 2010 : Very Bad Cops
- 2010 : Big Lake (série télévisée)
- 2013 : Hansel et Gretel : Witch Hunters de Tommy Wirkola
- 2014 : The Spoils of Babylon (série télévisée)
- 2015 : The Spoils Before Dying (série télévisée)
- 2018 : Tag : Une règle, zéro limite (Tag) de Jeff Tomsic
- 2018 : Vice d'Adam McKay
- 2018-2023 : Succession (série télévisée)
- depuis 2019 : Dead to Me (série télévisée)
- 2019 : Queens (Hustlers) de Lorene Scafaria

## Distinctions
Sauf indication contraire, les informations mentionnées dans cette section peuvent être confirmées par la base de données cinématographiques IMDb,  présente dans la section « Liens externes ».
| Année | Cérémonie                                          | Résultat | Catégorie | Travail Récompensé                                                             |
| ----- | -------------------------------------------------- | -------- | --- | ------------------------------------------------------------------------------ |
| 2001  | American Comedy Awards                             | Nommé    | Acteur de soutien le plus drôle dans une série télévisée                                                                            | Saturday Night Live (2000)                                                     |
| 2001  | American Comedy Awards                             | Lauréat  | Acteur (principal ou de soutien) le plus drôle dans une émission du cable, réseau de chaînes télévisées ou syndication              | Saturday Night Live: Presidential Bash 2000 (2000) (TV)                        |
| 2001  | Emmy Awards                                        | Nommé    | Meilleure performance dans un programme de variété ou musical (pour l'épisode avec Alec Baldwin pour invité)                        | Saturday Night Live (2000)                                                     |
| 2001  | TV Guide Awards                                    | Nommé    | Vedette la plus folle de l'année (nommé avec Darrell Hammond)                                                                       | Saturday Night Live (2001)                                                     |
| 2002  | MTV Movie Awards                                   | Nommé    | Personnage le mieux habillé | Zoolander (2001)                                                               |
| 2003  | MTV Movie Awards                                   | Nommé    | Meilleure équipe de film (nommé avec Luke Wilson et Vince Vaughn)                                                                   | Retour à la fac (2003)                                                         |
| 2003  | MTV Movie Awards                                   | Nommé    | Meilleure performance comique | Retour à la fac (2003)                                                         |
| 2004  | Teen Choice Awards                                 | Nommé    | Prix du meilleur acteur de comédie                                                                                                  | Elfe (2003)                                                                    |
| 2004  | Teen Choice Awards                                 | Nommé    | Prix du meilleur comédien | -                                                                              |
| 2004  | MTV Movie Awards                                   | Nommé    | Meilleure performance comique | Elfe (2003)                                                                    |
| 2005  | MTV Movie Awards                                   | Nommé    | Meilleure équipe de film (nommé avec Paul Rudd, Steve Carell et David Koechner)                                                     | Présentateur vedette : La Légende de Ron Burgundy (2004)                       |
| 2005  | MTV Movie Awards                                   | Nommé    | Meilleure performance musicale (pour la chanson Afternoon Delight) (Nommé avec Paul Rudd, Fred Armisen et Steve Carell)             | Présentateur vedette : La Légende de Ron Burgundy (2004)                       |
| 2005  | MTV Movie Awards                                   | Nommé    | Meilleure performance comique | Présentateur vedette : La Légende de Ron Burgundy (2004)                       |
| 2005  | People's Choice Awards                             | Nommé    | Vedette comique masculine la plus drôle                                                                                             | -                                                                              |
| 2005  | Teen Choice Awards                                 | Nommé    | Prix du dépravé au cinéma | Match en famille (Kicking and Screaming, 2005)                                 |
| 2005  | Teen Choice Awards                                 | Nommé    | Prix de la meilleure bagarre (Ron Burgundy et les autres journalistes)                                                              | Présentateur vedette : La Légende de Ron Burgundy (2004)                       |
| 2005  | Teen Choice Awards                                 | Nommé    | Prix du meilleur cri | Match en famille (Kicking and Screaming, 2005)                                 |
| 2005  | Teen Choice Awards                                 | Nommé    | Prix du meilleur de l'acteur dans une comédie (nommé avec Match en famille (Kicking and Screaming))                                 | Présentateur vedette : La Légende de Ron Burgundy (2004)                       |
| 2005  | Teen Choice Awards                                 | Nommé    | Prix du meilleur acteur | -                                                                              |
| 2006  | Razzie Awards                                      | Nommé    | Pire acteur (nommé avec Match en famille (Kicking and Screaming)                                                                    | Ma sorcière bien aimée (2005)                                                  |
| 2006  | Razzie Awards                                      | Lauréat  | Pire couple (nommé avec Nicole Kidman)                                                                                              | Ma sorcière bien aimée (2005)                                                  |
| 2006  | Satellite Awards                                   | Nommé    | Meilleur acteur dans une comédie ou un film musical                                                                                 | L'Incroyable Destin de Harold Crick (2006)                                     |
| 2006  | Golden Globes                                      | Nommé    | Meilleur acteur dans un second rôle                                                                                                 | Les Producteurs (2005)                                                         |
| 2007  | Golden Globes                                      | Nommé    | Meilleur acteur dans une comédie ou un film musical                                                                                 | L'Incroyable Destin de Harold Crick (2006)                                     |
| 2007  | Academy of Science Fiction, Fantasy & Horror Films | Nommé    | Meilleur acteur | L'Incroyable Destin de Harold Crick (2006)                                     |
| 2007  | MTV Movie Awards                                   | Nommé    | Meilleure bagarre (nommé avec Jon Heder)                                                                                            | Les Rois du patin (2007)                                                       |
| 2007  | MTV Movie Awards                                   | Nommé    | Meilleure performance comique | Les Rois du patin (2007)                                                       |
| 2007  | MTV Movie Awards                                   | Lauréat  | Meilleur baiser (avec Sacha Baron Cohen)                                                                                            | Ricky Bobby : Roi du circuit (2006)                                            |
| 2007  | People's Choice Awards                             | Nommé    | Vedette comique masculine la plus drôle                                                                                             | -                                                                              |
| 2007  | Teen Choice Awards                                 | Nommé    | Prix du meilleur cri | Les Rois du patin (2007)                                                       |
| 2007  | Teen Choice Awards                                 | Nommé    | Prix de la meilleure danse (avec Jon Heder)                                                                                         | Les Rois du patin (2007)                                                       |
| 2007  | Teen Choice Awards                                 | Nommé    | Prix de la meilleure alchimie (avec Jon Heder)                                                                                      | Les Rois du patin (2007)                                                       |
| 2007  | Teen Choice Awards                                 | Nommé    | Prix du meilleur comédien | -                                                                              |
| 2007  | Teen Choice Awards                                 | Lauréat  | Prix du meilleur acteur de comédie                                                                                                  | Ricky Bobby : Roi du circuit (2006) et Les Rois du patin (2007)                |
| 2008  | Teen Choice Awards                                 | Nommé    | Prix du meilleur acteur dans une comédie                                                                                            | Semi-pro (2008)                                                                |
| 2008  | Teen Choice Awards                                 | Nommé    | Prix du meilleur acteur | -                                                                              |
| 2008  | People's Choice Awards                             | Nommé    | Vedette comique masculine la plus drôle                                                                                             | -                                                                              |
| 2009  | Emmy Awards                                        | Nommé    | Meilleur scénario pour une émission de variétés, musical ou comique                                                                 | Will Ferrell: You're Welcome America - A Final Night with George W Bush (2009) |
| 2009  | Emmy Awards                                        | Nommé    | Meilleure émission de variétés, musical ou comique (nommé avec Adam McKay, Jessica Elbaum (en), Marty Callner et Randall Gladstein) | Will Ferrell: You're Welcome America - A Final Night with George W Bush (2009) |
| 2009  | Teen Choice Awards                                 | Nommé    | Prix du meilleur acteur dans une comédie                                                                                            | Le Monde (presque) perdu (2009)                                                |
| 2010  | Razzie Awards                                      | Nommé    | Pire acteur | Le Monde (presque) perdu (2009)                                                |
| 2010  | Razzie Awards                                      | Nommé    | Pire couple à l'écran (nommé avec n'importe quel second rôle ou créature)                                                           | Le Monde (presque) perdu (2009)                                                |
| 2011  | People's Choice Awards                             | Nommé    | Meilleur acteur dans une comédie | Very Bad Cops (2010)                                                           |
| 2016  | Teen Choice Awards                                 | Nommé    | Meilleur acteur dans un film de comédie                                                                                             | Very Bad Dads                                                                  |

## Voix francophones
En France, Maurice Decoster est la voix française régulière de Will Ferrell. Philippe Vincent, Guillaume Orsat et David Krüger l'ont également doublé respectivement à sept reprises pour le premier et à trois occasions pour les deux suivants.
Au Québec, François Godin est la voix québécoise régulière de l'acteur.